# Safran Aero Boosters
Safran Aero Boosters is een nabij Luik gevestigde toeleverancier van de vliegtuigmotorindustrie, en is voor twee derde in handen van de Franse groep Safran. Het bedrijf ontwikkelt en maakt onderdelen voor vliegtuigmotoren, in het bijzonder lagedrukcompressoren en behuizingen voor compressoren en turbines. Die activiteiten staan voor drie kwart van de omzet. Verder maakt het ook uitrusting voor het oliedistributiesysteem van vliegtuigmotoren en controlekleppen voor raketmotoren. 

## Geschiedenis

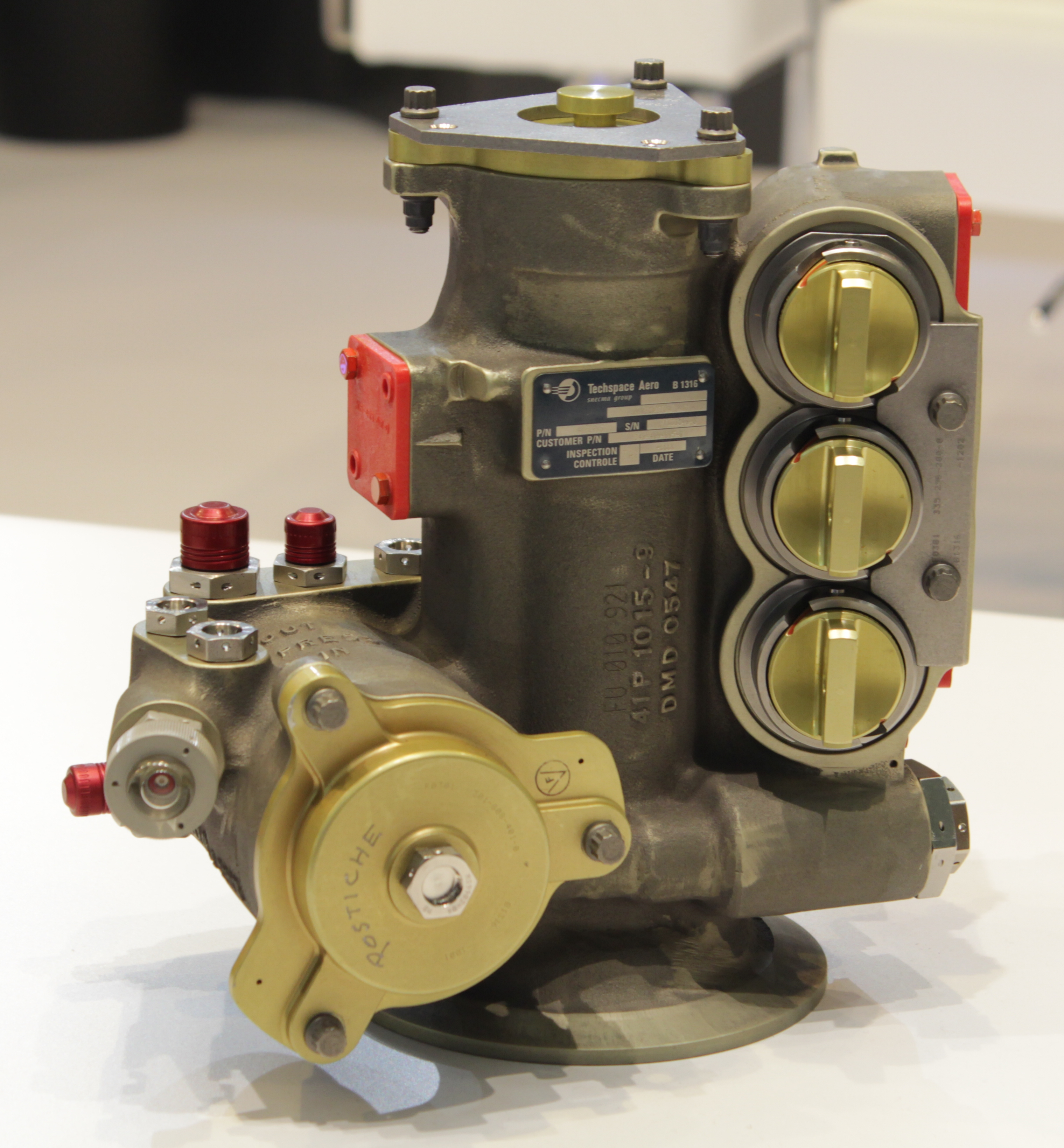
Een onderdeel van het oliedistributiesysteem van een CFM56-straalmotor.

FN Moteurs begon in 1949 als producent van vliegtuigmotoronderdelen die grote precisie vereisen. Ook bouwde het straalmotoren van Rolls-Royce voor de Gloster Meteors en Pratt & Whitney voor de F-16's van de Belgische luchtmacht. Het bedrijf ging meestal een partnerschap aan met de producent van een te ontwikkelen vliegtuigmotor en nam een belang tot tien procent in de kosten. De eerste dergelijke partnerschappen werden aangegaan met het Franse Snecma voor de CFM56 en het Amerikaanse Pratt & Whitney voor de PW 4000. In de jaren 1990 ging men zich specialiseren in lagedrukcompressororen.
In 1961 werd de afdeling Test Cell Engineering opgericht, die teststanden voor vliegtuigmotoren ontwikkelt. In 2003 werd het Amerikaanse Cenco overgenomen. Cenco was in 1958 opgericht in Minnesota, en op hetzelfde gebied actief. TCE werd vervolgens hernoemd tot Cenco Europe. De twee takken vergroeiden vervolgens tot Cenco International. Ook werd Advanced Components International (ACI) uit Florida overgenomen. Dit bedrijf maakt oliereservoirs voor vliegtuigen, en telt circa 300 medewerkers.
In 1987 werd FN Moteurs verzelfstandigd en in 1989 overgenomen door het Franse Snecma. In 1992 wijzigde de naam van het bedrijf in Techspace Aero. In 2005 fuseerde Snecma met Sagem, en sindsdien behoort het tot de toen gevormde Safran-groep. In 2016 werden de namen van al Safrans dochterondernemingen gewijzigd om te beginnen met het woord "Safran". De naam Techspace Aero werd hierbij gewijzigd in Safran Aero Boosters, ACI in Safran Oil Systems en Cenco in Safran Test Cells.